# Hàn Mã Lợi
Hàn Mã Lợi (tên tiếng Anh: Mary Hon; tiếng Hoa: 韓馬利) là một nữ diễn viên người Hồng Kông gốc Trung Quốc. Bà là diễn viên quen thuộc của đài truyền hình TVB, đặc biệt được biết đến với các vai bà mẹ.

## Tiểu sử
Hàn Mã Lợi được sinh ra trong một gia đình khá giả. Cha của bà là dược sĩ, còn mẹ là giáo viên. Hàn Mã Lợi có một anh trai và hai bà em gái. Bà sống tại đường Lợi Viên Sơn, vịnh Đồng La. Khi còn nhỏ, bà sống với ông bà ở một căn biệt thự ở khu Thạch Áo. Ông bà nội và bố mẹ của Hàn Mã Lợi đều theo đạo thiên chúa, nên bà được ông bà đưa đi rửa tội khi bà mới sinh ra. Tên thánh của bà là Emanuel. Từ nhỏ, bà đã nổi loạn và không thích đọc sách, nhưng bà rất thích khiêu vũ. Năm 1970, bà đại diện cho Hồng Kông với tư cách là sinh viên và biểu diễn khiêu vũ tại Osaka World Expo. Sau khi tốt nghiệp, gia đình muốn bà sang Canada du học nhưng bà từ chối vì sợ chán, bà cũng đăng ký theo học lớp đào tạo nghệ sĩ múa của đài truyền hình Li's (tiền thân của đài ATV), bạn học cùng lớp là Lưu Tùng Nhân. Sau đó, bà làm nghệ sĩ khiêu vũ ở Li's suốt hai năm, cho đến một ngày, người bạn trai đầu tiên của bà quyết định sang Anh du học, bà đi theo anh ta mà không cần suy nghĩ và thuê một căn hộ ở Luân Đôn. Nhưng nửa năm sau, bà phát hiện bạn trai không chung thủy với mình, và trong cơn tức giận, bà đã một mình mua vé máy bay trở về Hồng Kông. Vì mẹ bà là giáo viên dạy học cho con gái Lương Thục Di (là quản lý của TVB) nên vào thời điểm đó, Hàn Mã Lợi gia nhập TVB dưới sự giới thiệu của Lương Thục Di vào năm 1974 . Sự Nghiệp diễn xuất của Hàn Mã Lợi bắt đầu từ đây.

## Sự nghiệp
Hàn Mã Lợi gia nhập làng giải trí từ năm 1970 đến nay, đã tham gia rất nhiều phim kinh điển của TVB. Bà có khả năng diễn cả chính diện lẫn phản diện, là người thầy dạy diễn xuất của nhiều thế hệ diễn viên của TVB. Hiện tại Hàn Mã Lợi hay vào vai mẹ của các nhân vật chính, nhiều đến nỗi có khán giả chỉ trích TVB bị thiếu hụt diễn viên, trường hợp điển hình là Hàn Mã Lợi trong thời gian ngắn liên tục xuất hiện trên sóng với 4 vai bà mẹ khác nhau, có 2 vai có số phận tương tự. Lý giải về điều này, Hàn Mã Lợi cho biết bà không kén chọn vai diễn, mỗi bà mẹ đều có một không gian riêng để phát triển, cùng một hoàn cảnh nhưng số phận và tính cách khác nhau cũng sẽ có cách diễn khác nhau.
Ở TVB, Hàn Mã Lợi trở thành vũ công lần đầu tiên, và ban đầu Hàn Mã Lợi dự định thay đổi công việc của mình như một trợ lý chương trình, và được sắp xếp để báo cáo bản xem trước chương trình, cùng với Tạ Tuyết Tâm và Dung Thù Địch mỗi người chịu trách nhiệm cho bản xem trước một đêm. Năm 1976, nhà sản xuất Vương Thiên Lâm bắt đầu quay bộ phim truyền hình "Lục Tiểu Phụng", và mời bà đóng vai Thượng Quan Phi Yến, và bà đã trở thành nữ diễn viên chính trong lần quay đầu tiên; và vai Lục Tiểu Phụng tình cờ là Lưu Tùng Nhân, một người bạn cùng lớp trong lớp đào tạo. Năm 1977, cô được sắp xếp dẫn chương trình "K-100", cùng Hà Thủ Tín là người dẫn chương trình thế hệ đầu tiên. Cô rời TVB năm 1982, trở lại TVB năm 1985,rời TVB lần nữa vào năm 1990, và quay trở lại TVB năm 1992. Kể từ đó, cô đã tham gia nhiều bộ phim truyền hình, kể từ "Kinh Hoa Xuân Mộng" nổi tiếng năm 1980, cô trong vai Hồng Lệ Châu. Những năm gần đây ngoại hình của cô không có nhiều thay đổi, trông vẫn như thời còn trẻ. Diễn xuất của cô tuyệt vời, vai diễn qua nhiều năm được khán giả đánh giá cao, bao gồm cả năm 2007 với "Nỗi lòng của cha", 2009 "Cung Tâm Kế", năm 2012, "Hồi Đáo Tam Quốc" cùng năm đó, cô được trong Lễ trao giải ngôi sao Fai hạng mục "Nữ diễn viên phụ xuất sắc nhất", các tác phẩm tiêu biểu khác bao gồm "Công Chúa Giá Đáo", "Danh Gia Vọng Tộc",...
Người chồng đầu tiên của Hàn Mã Lợi là Trần Ba Bỉ, kết hôn vào năm 1975, ly hôn năm 1977.
Sau 2 lần đỗ vỡ hôn nhân, năm 1989 Hàn Mã Lợi mới tìm được hạnh phúc bên người chồng thứ 3 là Đỗ Yến Ca, một diễn viên kiêm quản lý cấp cao bên bộ phận lồng tiếng của TVB.
Năm 2013, bà đoạt giải Diễn viên Kiệt xuất tại Giải thưởng Thường niên TVB 2013 cùng An Đức Tôn, Mã Hải Luân, Tuyết Ni và Lưu Giang.
Năm 2019, bà phải vật vã chiến đấu với cái chết trong bệnh viện hai tuần do bị nhiễm khuẩn E. coli.

## Danh sách phim
Lưu ý: Những danh sách này chưa được hoàn thành đầy đủ.

### Truyền hình
| Năm  | Tên phim                               | Tên phim           | Tên phim                                     | Tên nhân vật                                                  |
| Năm  | Tiếng Việt                             | Tiếng Trung        | Tiếng Anh                                    | Tên nhân vật                                                  |
| ---- | -------------------------------------- | ------------------ | -------------------------------------------- | ------------------------------------------------------------- |
| 1976 | Lục Tiểu Phụng                         | 陆小凤             | Luk Siu-Fung                                 | Thượng Quan Đan Phụng / Thượng Quan Phi Yên                   |
| 1976 | Đại Đao Vương Ngũ                      | 近代豪侠传         | The Legend Of The Heroic Knights             | Thu Cẩn                                                       |
| 1977 | Hiện Đại Hào Hiệp Truyện               | 近代豪俠傳         | Qiu Jin - When the Legend Dies               | Thu Cẩn                                                       |
| 1978 | Han Yan-Cui                            |                    | Han Yan-Cui                                  | Hàn Yên Thúy                                                  |
| 1978 | Phụ Tử Lạc                             | 父子樂             | Father And Son's Joy                         |                                                               |
| 1978 | Thiên Ma Danh Kiếm                     | 名劍風流           | The Sword Of Romance                         | Cơ Linh Phong / Cơ Linh Yến                                   |
| 1979 | Sở Lưu Hương                           | 楚留香             | Chor Lau-heung                               | Trầm Tuệ Lâm / Thẩm Huệ Lâm                                   |
| 1979 | Thần Đao                               | 刀神               | God Of Sabre                                 | Tạ Tiểu Ngọc                                                  |
| 1979 | Khu Phố                                |                    | Neighborhood                                 |                                                               |
| 1979 | Người Phụ Nữ Thứ Ba Mươi               |                    | Woman Thirty                                 | Thủy Tiên                                                     |
| 1979 | Anh Hùng Vô Lệ                         | 英雄無淚           | Heroes Shed No Tears I                       | Diệp Vũ                                                       |
| 1980 | Kinh Hoa Xuân Mộng                     | 京華春夢           | Yesterday's Glitter                          | Hồng Lệ Châu                                                  |
| 1981 | Máu Nhuộm Bến Thượng Hải               | 上海灘續集         | The Bund II                                  | Phan Linh                                                     |
| 1981 | Tình Sâu Nghĩa Nặng                    |                    | The Fate                                     | Thang Hải Luân                                                |
| 1981 | Thập Tứ Nữ Anh Hào                     | 十四女英豪         | Youngs Female Warrior                        | Dương Bài Phong                                               |
| 1982 | Hồng Kông Tám Hai                      |                    | Hong Kong Eighty Two                         | Châu Mỹ Dung - May                                            |
| 1985 | Cuộc Sống Rực Rỡ Tựa Ánh Dương         | 光怪陸離           | Under The Sun                                | A Phân - Tống Chỉ Linh                                        |
| 1985 | Láng Giềng                             | 大厦               | The Condo                                    | Hứa Thái                                                      |
| 1986 | Thay Vợ Đổi Chồng                      | 執位夫妻           | Changing Partners                            | Paula                                                         |
| 1986 | Ái Tình Trọn Vẹn                       | 愛情全盒           | Next Year Next Kins                          | Lam Phu nhân                                                  |
| 1986 | Thần Thám CID                          | 神勇CID            | Siblings Of Vice and Virtue                  | Lưu Mỹ Trân                                                   |
| 1986 | Hoàng Đại Tiên                         | 黃大仙             | The Legend Of Wong Tai Sin                   | Liễu Như Yên                                                  |
| 1986 | Mười Năm Vàng Son                      | 黃金十年           | The Turbulent Decade                         | A An                                                          |
| 1987 | Đại Tướng Trịnh Thành Công             | 郑成功             | Zheng Chen-Gong                              | Điền Xuyên Tú Tử                                              |
| 1988 | Thái Bình Thiên Quốc                   | 太平天國           | Twilight Of A Nation                         | Ý Quý phi                                                     |
| 1988 | Lửa Lòng                               | 無名火             | Flame Of Fury                                | May                                                           |
| 1989 | Trở Về Đường Sơn                       | 回到唐山           | Yanky Boy                                    | Uyển Quân                                                     |
| 1989 | Số Vận Đời Cảnh Sát                    | 大城小警           | The Joy Of Being Simple                      | Tưởng Minh Huệ                                                |
| 1990 | Tương Lai Rực Rỡ                       | 笑傲在明天         | Where I Belong                               | Mary                                                          |
| 1992 | Vương Trùng Dương                      | 中神通王重陽       | Rage And Passion                             | Lâm Linh Tố                                                   |
| 1992 | Bịp Vương Tranh Bá                     | 赌霸               | The Stake                                    | Phương Uyển Doanh                                             |
| 1993 | Lớp Học Của Năm 93                     | 愛生事家庭         | Class Of '93                                 | Lưu Liên                                                      |
| 1994 | Giang Sơn Mỹ Nhân                      | 俠女游龍           | The Last Conquest                            | Thái hậu                                                      |
| 1994 | Mối Tình Thượng Hải                    | 黄浦倾情           | Remembrance                                  | Bích Chi - Mẹ của Trần Nam Tinh                               |
| 1994 | Câu Chuyện Hôn Nhân                    | 婚姻物語           | Knot To Treasure                             | Lư Nguyệt Thường                                              |
| 1994 | Đội Hành Động Liêm Chính 1994          | 廉政行動1994       | ICAC Investigators 1994                      | Vợ của Lý Thiên                                               |
| 1994 | Bản Năng                               | 笑看风云           | Instinct                                     | Thi Mỹ Chi                                                    |
| 1994 | Hồ Sơ Công Lý III                      | 壹號皇庭III        | The File Of Justice III                      | Đặng Lệ Phương                                                |
| 1994 | Giáo Sư Ưu Ái                          | 阿Sir早晨          | Class Of Distinction                         | Chủ nhiệm Lương                                               |
| 1994 | Lửa Tình Rực Cháy                      | 烈火狂奔           | Heartstrings                                 | Triệu Tố Quyên                                                |
| 1995 | Hồ Sơ Trinh Sát                        | 刑事偵緝檔案       | Detective Investigation Files                | Bà Trần                                                       |
| 1995 | Con Đường Rực Rỡ                       | 總有出頭天         | Stepping Stone                               | Trình Thái thái                                               |
| 1995 | Tân Bao Thanh Thiên                    | 包青天II           | New Justice Bao - Justice Pao II             | Chị Laser                                                     |
| 1995 | Cuộc Đời Diễn Viên                     | 娱乐插班生         | From Act To Act                              | Âu Khiết San                                                  |
| 1995 | Những Người Yêu Trẻ Yêu Đánh Gôn       |                    | Young Lovers Love Golf                       | Cao Vịnh Lâm                                                  |
| 1995 | Cuộc Đời Sa Đọa                        | 忘情闊少爺         | Debts Of A Life Time                         | Lương Hoan                                                    |
| 1996 | Thức Tỉnh Phải Lúc                     | 五個醒覺的少年     | The Price To Pay                             | Lý Thục Lan                                                   |
| 1997 | Thăng Bình Công Chúa                   | 醉打金枝           | Taming Of The Princess                       | Thục Phi                                                      |
| 1997 | Tế Công                                | 济公               | Legend of Master Chai                        | Kim Thiếu Chi                                                 |
| 1997 | Lệnh Truy Nã                           | 廉政追緝令         | I Can't Accept Corruption                    | Dì Mười Hai                                                   |
| 1997 | Đại Náo Quảng Xương Long               | 大鬧廣昌隆         | Time Before Time                             | Tiết Tịnh Nghi                                                |
| 1998 | Bàn Tay Nhân Ái                        | 妙手仁心           | Healing Hands                                | Vai diễn khách mời                                            |
| 1998 | Truy Tìm Bằng Chứng                    | 鑑證實錄           | Untraceable Evidence                         | Nguyễn Bội Vân                                                |
| 1999 | Khoảnh Khắc Tuyệt Vời                  | 外父唔怕做         | Moments Of Endearment                        | Lương Tường Triệu Lan                                         |
| 1999 | Thử Thách Nghiệt Ngã                   | 創世紀             | At The Threshold Of An Era                   | La Bảo Châu                                                   |
| 1999 | Kim Ngọc Mãn Đường                     | 金玉滿堂           | Happy Ever After                             | Bà Cao                                                        |
| 1999 | Bí Ẩn Trong Nhà Hát                    | 全院滿座           | A Loving Spirit                              | Bà Mai                                                        |
| 1999 | Truy Tìm Bằng Chứng II                 | 鑑證實錄II         | Untraceable Evidence II                      | Dư Thể Quyên                                                  |
| 1999 | Mối Tình Nồng Thắm II                  | 情濃大地II         | Plain Love II                                | Phụng Lợi Phi                                                 |
| 1999 | Hồ Sơ Trinh Sát IV                     | 刑事偵緝檔案IV     | Detective Investigation Files IV             | Diệp Thúy Hà                                                  |
| 2000 | Lực Lượng Hải Quan                     | 雷霆第一關         | A Matter Of Costums                          | -                                                             |
| 2000 | Màu Xanh Hy Vọng                       | 新鮮人             | The Green Hope                               | Hoàng Uyển Phàm                                               |
| 2000 | Ước Mơ Và Hiện Thực                    | 夢想成真           | When Dream Comes True                        | Đường Mẫu Đơn                                                 |
| 2000 | Tình Yêu Muôn Màu                      | 大囍之家           | Lost In Love                                 | Trình Bửu Tuyết                                               |
| 2000 | Chuyện Đường Phố                       | 廟街·媽·兄弟       | Street Fighters                              | Mạc Lệ Quyên                                                  |
| 2001 | Cỗ Máy Thời Gian                       | 尋秦記             | A Step Into The Past                         | Phụng Tỷ                                                      |
| 2001 | Khát Vọng                              | 談談情·練練武      | Fight For Love                               | Vai diễn khách mời                                            |
| 2001 | Đồn Cảnh Sát Số 7                      | 七號差館           | Police Station No. 7                         | Châu Tố Lan                                                   |
| 2001 | Câu Chuyện Của Ngày Xưa                | 婚前昏後           | The Awakening Story                          | Maggie                                                        |
| 2001 | Hương Sắc Tình Yêu                     | 美味情緣           | A Taste Of Love                              | Hà                                                            |
| 2001 | Vượt Qua Thử Thách                     | 公私戀事多         | In The Realm Of Success                      | Lý Tiểu Nhu                                                   |
| 2002 | Gia Đình Vui Vẻ I (Cổ Trang)           | 皆大歡喜           | Virtues Of Harmony I                         | Hỏa Diệm Diệm (Hỏa Viêm Viêm)                                 |
| 2002 | Mạnh Lệ Quân                           | 再生緣             | Eternal Happines                             | Cách Mễ Tư (Kakmaisi)                                         |
| 2002 | Bức Màn Bí Mật II                      | 洗冤錄II           | Witness To A Prosecution II                  | Nguyễn Phu nhân (Hà Thục Lan) - Mẹ của Nguyễn Ngọc Bảo        |
| 2002 | Thế Giới Muôn Màu                      | 彩色世界           | Invisible Journey                            | Phùng Thái                                                    |
| 2002 | Thiện Ác Đối Đầu                       | 點指賊賊賊捉賊     | Good Against Evil                            | Sào Đinh Thế Muội                                             |
| 2002 | Chuyên Gia Đàm Phán                    | 談判專家           | Take My Word For It                          | Từ Gia Sảnh                                                   |
| 2003 | Bao La Vùng Trời                       | 衝上雲霄           | Triumph In The Skies                         | Hình Giai Mỹ (Cammy) - Mẹ của Diệc Thâm và Diệc Phong         |
| 2003 | Gia Đình Vui Vẻ II (Hiện Đại)          | 皆大歡喜           | Virtues Of Harmony II                        | Bạch Tuyết                                                    |
| 2003 | Sự Hoàn Hảo                            | (美麗在望          | Not Just A Pretty Face                       | Trác Lợi Hồng Bình                                            |
| 2003 | Trí Dũng Cảnh Giới                     | 智勇新警界         | Vigilante Force                              | Hồng Tịnh Kỳ                                                  |
| 2003 | Thiếu Gia Vùng Tây Quan                | 西關大少           | Point Of No Return                           | Mẹ của Tăng Quốc Bang                                         |
| 2003 | Thiên Đường Tình Yêu Ở Vịnh Regalia    | 富豪海湾非凡情缘   | Love Paradise In Regalia Bay                 | Juliet                                                        |
| 2004 | Lực Lượng Phản Ứng IV                  | 陀槍師姐IV         | Armed Reaction IV                            | La Kiếm Huy - Mẹ của Phương Tịnh                              |
| 2004 | Song Long Đại Đường                    | 大唐雙龍傳         | Twin Of Brothers                             | Phạm Thanh Huệ                                                |
| 2004 | Đột Phá Cuối Cùng                      | 天涯俠醫           | The Last Breakthrough                        | Mẹ của Ken                                                    |
| 2004 | Tâm Lý Mê Ảo                           | 心理心裏有個謎     | Placebo Cure                                 | Mẹ của Joe                                                    |
| 2004 | Kẻ Bán Đứng Lương Tâm                  | 追魂交易           | Net Deception                                | Giang Phụng Lan                                               |
| 2004 | Thám Tử Lừng Danh                      | 棟篤神探           | To Catch The Uncatchable                     | Lý Thu Phương                                                 |
| 2004 | Thủy Hử Vô Gian                        | 水滸無間道         | Shades Of Truth                              | Đặng Ngọc Châu - Mẹ của Khang Chí Thiện                       |
| 2004 | Định Mệnh Tình Duyên                   | 翡翠戀曲           | Hard Fate                                    | Mã Thể Dung                                                   |
| 2005 | Đường Đến Thiên Đàng                   | 同撈同煲           | Scavenger's Paradise                         | Đặng Chiêu Từ                                                 |
| 2005 | Quyền Lực Đen Tối                      | 胭脂水粉           | The Charm Beneath                            | Trần Doanh Hùng                                               |
| 2005 | Sóng Gió Khách Sạn                     | 酒店風雲           | Revolving Doors Of Vengeance                 | Hà Khiết Vân                                                  |
| 2005 | Dấu Vết Của Sự Lừa Dối                 | 奪命真夫           | Misleading Track                             | Mậu Tuyết (Rosa)                                              |
| 2005 | Gia Đình Tôi                           | 甜孫爺爺           | My Family                                    | Văn Siêu Hồng                                                 |
| 2005 | Học Cảnh Hùng Tâm                      | 學警雄心           | The Academy                                  | Lương Tú Trân                                                 |
| 2006 | Bằng Chứng Thép I                      | 法證先鋒           | Forensic Heroes I                            | Bà Lương (Trần My) - Thím út của Lương Tiểu Nhu               |
| 2006 | Hạt Ngọc Phương Đông                   | 東方之珠           | Glittering Days                              | Bạch Lộ                                                       |
| 2006 | Đại Gia Đình                           | 高朋滿座           | Welcome To The House                         | Mã Phu nhân                                                   |
| 2006 | Trăm Mưu Ngàn Kế                       | 千謊百計           | The Price Of Greed                           | Phương Diệu Chi                                               |
| 2006 | Đáng Mặt Nữ Nhi                        | 女人唔易做         | La Femme Desperado                           | Đường Lệ Châu                                                 |
| 2006 | Lý Lẽ Con Tim                          | 潮爆大狀           | Bar Bender                                   | Tống Ỷ Hoa (Anna)                                             |
| 2006 | Kỳ Án Nhà Thanh                        | 施公奇案           | A Pillow Case Of Mystery                     | Tiêu Cửu Nương                                                |
| 2007 | Nỗi Lòng Của Cha                       | 爸爸閉翳           | Fathers And Sons                             | Lý Đới Thể                                                    |
| 2007 | Loạn Thế Giai Nhân                     | 亂世佳人           | War And Destiny                              | Dương Tú Liên - Mẹ của Cố Bình An                             |
| 2007 | Vòng Xoáy Cuộc Đời                     | 歲月風雲           | Drive Of Life                                | Lô Hạo Nguyệt - Mẹ của Ngụy Vĩnh Tiêu                         |
| 2007 | Cảnh Sát Tài Ba                        | 通天幹探           | The Ultimate Crime Fighter                   | Đổng Thái thái                                                |
| 2007 | Mẹ Vợ Thần Thánh                       | 我外母唔係人       | Heavenly In-Laws                             | Kim Phụng                                                     |
| 2007 | Hành Động Đột Phá                      | 突圍行動           | The Brink of Law                             | Hà Mỹ Nghiên                                                  |
| 2008 | Sức Mạnh Tình Thân                     | 溏心風暴之家好月圓 | Moonlight Resonance                          | Bà Trịnh (Quyên) - Mẹ của Trịnh Gia Lạc                       |
| 2008 | Đội Điều Tra Đặc Biệt                  | 古靈精探           | D.I.E. - Death Investigation Extension       | Giản Tịnh Di                                                  |
| 2008 | Thế Giới Ảo                            | Click入黃金屋      | Pages Of Treasures                           | Nhan Như Ngọc - Mẹ của Tâm Minh, Tâm Chánh, Tâm Mỹ            |
| 2008 | Nữ Hoàng Cổ Phiếu                      | 師奶股神           | The Money-Maker Recipe                       | Trần Vỹ Lan                                                   |
| 2008 | Cái Giá Của Danh Vọng                  | 和味濃情           | Wasabi Mon Amour                             | Nghiêm Ngọc                                                   |
| 2008 | Kim Thạch Lương Duyên                  | 金石良缘           | A Journey Called Life                        | Hà Bảo Linh                                                   |
| 2008 | Lời Nói Ngọt Ngào                      | 甜言蜜語           | Speech Of Silence                            | Đường Sảo Băng - Ivy                                          |
| 2008 | Quyền Lực Của Đồng Tiền                | 東山飄雨西關晴     | When Easterly Showers Fall On The Sunny West | Mẹ Mary                                                       |
| 2009 | Cung Tâm Kế                            | 宮心計             | Beyong The Realm Of Conscience               | Trịnh Thái hậu (Trịnh Thục Phi)                               |
| 2009 | Tình Đồng Nghiệp                       | 畢打自己人         | Off Pedder                                   | La Tuyết Tiên                                                 |
| 2009 | ID Tinh Anh                            | ID精英             | The Threshold Of A Persona                   | Trần Mỹ Bình - Mẹ của Phương Tuấn Kiệt                        |
| 2009 | Muối Mặn Thâm Thù                      | 碧血鹽梟           | Sweetness In The Salt                        | Bà Nhiếp                                                      |
| 2010 | Công Chúa Giá Đáo                      | 公主嫁到           | Can't Buy Me Love                            | Mễ Nhân Từ - Vợ của Đinh Tài Vượng, mẹ của Đinh Hữu Duy       |
| 2010 | Thu Hương Và Đường Bá Hổ               | 秋香怒點唐伯虎     | In The Eye Of The Beholder                   | An Tú Huệ                                                     |
| 2010 | Cây To Gió Lớn                         | 女王辦公室         | OL Supreme                                   | Ngô Lâm                                                       |
| 2010 | Những Vụ Án Kỳ Lạ                      | 囧探查過界         | Twilight Investigation                       | Lương Huệ Quyên                                               |
| 2010 | Sự Cám Dỗ Nguy Hiểm                    | 誘情轉駁           | Links To Temptation                          | Hà Hoan                                                       |
| 2010 | Bí Mật Của Tình Yêu                    | 談情說案           | The Mysteries Of Love                        | Tưởng Huệ Châu (Victoria) - Mẹ của Cảnh Bác (Kingsley)        |
| 2011 | Bằng Chứng Thép III                    | 法證先鋒III        | Forensic Heroes III                          | Trương Thượng Bình - Mẹ của Lăng Sảnh Nhi (Ada)               |
| 2011 | Tiềm Hành Truy Kích                    | 潛行狙擊           | Lives Of Omission                            | Hà Tạ Mỹ - Mẹ của Jodie                                       |
| 2011 | Giải Mã Nhân Tâm                       | 仁心解碼           | A Great Way To Care                          | Mẹ của Trần Mỹ Quyên                                          |
| 2011 | Ván Bài Gia Nghiệp                     | 魚躍在花見         | The Rippling Blossom                         | Khang Tú Hinh                                                 |
| 2011 | Những Chuyện Tình Lãng Mạn             | 你們我們他們       | Dropping By Cloud Nine                       | Bà Chu                                                        |
| 2011 | Sóng Gió Vương Triều                   | 洪武三十二         | Relic Of An Emissary                         | Úng Phi                                                       |
| 2011 | Chân Tướng                             | 真相               | The Other Truth                              | Khang Từ Tiếu Vy                                              |
| 2012 | Danh Gia Vọng Tộc                      | 名媛望族           | Silver Spoon, Sterling Shackles              | Cố Tâm Lan (Mary) - Vợ cả của Chung Trác Vạn                  |
| 2012 | Hồi Đáo Tam Quốc                       | 回到三國           | Three Kingdoms RPG                           | Thái Phu nhân - Mẹ của Lưu Tông và Lưu Kỳ, Chị dâu của Lưu Bị |
| 2012 | Sứ Mệnh 36 Giờ                         | On Call 36小時     | The Hippocratic Crush                        | Thi Ngọc Lan - Mẹ của Phạm Tử Du                              |
| 2012 | Pháp Võng Truy Kích                    | 法網狙擊           | Friendly Fire                                | Văn Anh (Helen) - Mẹ của Sâm Mỹ                               |
| 2012 | Tứ Giác Tình Yêu                       | 4 In Love          | Let It Be Love                               | Hà Xuân Kiều                                                  |
| 2012 | Đương Vận Ba Ba                        | 當旺爸爸           | Daddy Good Deeds                             | Điêu Thái                                                     |
| 2012 | Vòng Quay Hạnh Phúc                    | 幸福摩天輪         | Missing You                                  | Thi Kế Hà - Mẹ ruột của Diệc Khiêm                            |
| 2013 | Bao La Vùng Trời II                    | 衝上雲霄II         | Triumph In The Skies II                      | Hình Giai Mỹ (Cammy) - Mẹ của Diệc Thâm và Diệc Phong         |
| 2013 | Sứ Mệnh 36 Giờ II                      | On Call 36小時II   | The Hippocratic Crush II                     | Thi Ngọc Lan - Mẹ của Phạm Tử Du                              |
| 2013 | Chân Trời Mơ Ước                       | 老表, 你好嘢!      | Inbound Troubles                             | Trần Đại Văn (Chị Mary)                                       |
| 2013 | Giải Mã Nhân Tâm II                    | 仁心解碼II         | A Great Way To Care II                       | Lương Phượng Ngọc                                             |
| 2013 | Mái Ấm Gia Đình                        | 愛·回家            | Come Home Love                               | Tất Dao Tư                                                    |
| 2013 | Tam Thế Duyên                          | 情逆三世緣         | Always And Ever                              | Hàn Đan                                                       |
| 2013 | Pháp Ngoại Phong Vân                   | 法外風雲           | Will Power                                   | Trình Thục Thanh                                              |
| 2014 | Sứ Đồ Hành Giả                         | 使徒行者           | Line Walker                                  | Phùng Huệ Phương (Rose) - 1 trong 3 người mẹ của Đinh Tỷ      |
| 2014 | Hàn Sơn Tiềm Long                      | 寒山潛龍           | Ghost Dragon Of Cold Mountain                | Hoàng Thái hậu                                                |
| 2014 | Quý Cô Quyền Lực                       | 師奶MADAM          | Madam Cutie On Duty                          | Giả Mỹ Dung - Mẹ của Đại Thụ                                  |
| 2014 | Tái Đắc Hữu Tình Nhân                  | 載得有情人         | Rear Mirror                                  | Elaine                                                        |
| 2014 | Đơn Luyến Song Thành                   | 單戀雙城           | Outbound Love                                | Đỗ Vĩ Tâm                                                     |
| 2014 | Anh Họ, Cố Lên!                        | 老表，你好hea！    | Come On, Cousin                              | Ba Ba Lạp (Barbara)                                           |
| 2015 | Chuyện 4 Nàng Luật Sư                  | 四個女仔三個BAR    | Raising The Bar                              | Mẹ của Tăng Khả Hân                                           |
| 2015 | Thủy Phát Yên Chi                      | 水髮胭脂           | Romantic Repertoire                          | Nghiêm Gia Lệ (Winnie)                                        |
| 2015 | Đông Pha Gia Sự                        | 東坡家事           | With Or Without You                          | Hoàng hậu                                                     |
| 2015 | Thiên Sứ Tập Sự                        | 實習天使           | Angel In-The-Making                          | Đới Lệ Quan (Lorna)                                           |
| 2015 | Bước Cùng Em                           | 陪著你走           | Every Step You Take                          | Cao Tiểu Thư                                                  |
| 2015 | Vô Song Phổ                            | 無雙譜             | Under The Veil                               | Đoàn Phu nhân                                                 |
| 2016 | Mái Ấm Gia Đình III                    | 愛·回家之八時入席  | Come Home Love: Dinner At 8                  | Thời Thiên Phụng                                              |
| 2017 | Ẩm Thực Tranh Tài                      | 味想天開           | Recipes To Live By                           | Mễ Quế                                                        |
| 2017 | Cộng Sự                                | 同盟               | The Unholy Alliance                          | Lệnh Hy - Em của Lệnh Hùng                                    |
| 2017 | Anh Họ, Cố Lên! III                    | 老表, 畢業喇!      | Oh My Grad                                   | Sử Thái                                                       |
| 2018 | Sóng Gió Gia Tộc III                   | 溏心風暴III        | Heart And Greed III                          | Dương Phùng Mỹ Mỹ - Mẹ của Dương Văn Tuấn                     |
| 2018 | Nghịch Duyên                           | 逆緣               | Daddy Cool                                   | Ông Chỉ Lan                                                   |
| 2018 | Cung Tâm Kế 2: Thâm Cung Kế            | 宮心計2·深宮計     | Deep In The Realm Of Conscience              | Châu Vũ Yên - Thục Thái phi                                   |
| 2019 | Đội Hành Động Liêm Chính 2019          | 廉政行動2019       | ICAC Investigators 2019                      | Diệp Vịnh Tâm                                                 |
| 2019 | Thập Nhị Truyền Thuyết                 | 十二傳說           | Our Unwinding Ethos                          | Trần Phước Chí - Mẹ của Phan Đóa Lạp                          |
| 2019 | Truy Tìm Nàng Giọng Cao                | 牛下女高音         | Finding Her Voice                            | A Thư                                                         |
| 2019 | Cảnh Sát Thép                          | 鐵探               | The Defected                                 | Thẩm phán Cấp cao                                             |
| 2020 | Lời Thú Tội Của Kẻ Sát Nhân Sau 18 Năm | 十八年後的終極告白 | Brutally Young                               | Lâm Quảng Bảo Châu - Mẹ của Lâm Lãng Sinh                     |
| 2020 | Những Người Tôi Đã Từng Yêu            | 那些我愛過的人     | Life After Death                             | Thái Thẩm Ngọc Tinh - Mẹ của Thái Mẫn Huệ                     |
| 2020 | Sát Thủ                                | 殺手               | Death By Zero                                | Hà Mỹ Phương - Mẹ của Tiền Hướng Thiến                        |
| 2021 | Nhật Ký Trinh Sát Hình Sự              | 刑偵日記           | Murder Diary                                 | Y tá Huỳnh                                                    |
| 2021 | Thất Công Chúa                         | 七公主             | Battle Of The Seven Sisters                  | Mạch Kiều                                                     |
| 2021 | Hải Quan Tinh Anh                      | 把關者們           | The Line Watchers                            | Trần Ngọc Liên                                                |
| 2021 | Hoán Đổi Chân Tướng                    | 換命真相           | Take Two                                     | Tô Tiểu Tiểu                                                  |
| 2021 | Bác Sĩ Nhi Khoa                        | 星空下的仁醫       | Kids' Lives Matter                           | Lan                                                           |
| 2022 | Anh Hùng Thiết Quyền                   | 鐵拳英雄           | The Righteous Fists                          | Triệu Hồng Hoa                                                |
| 2022 | Chuyện Về Zombie                       | 食腦喪B            | Story of Zom-B                               | Chị Liệt                                                      |
| 2022 | Đội Hành Động Liêm Chính 2022          | 廉政行動2022       | ICAC Investigators 2022                      | Mẹ Nhi                                                        |
| 2022 | Người Hùng Blouse Trắng 2              | 白色強人II         | Big White Duel II                            | Trịnh Kế Hà                                                   |
| 2022 | Hung Trạch Thanh Khiết Sư              | 凶宅清潔師         | Ghost Cleansing Ltd                          | Chị Xương                                                     |
| 2022 | Sàn Đấu Phái Đẹp                       | 美麗戰場           | The Beauty of War                            | Luật sư Lý                                                    |
| 2022 | Khinh Công                             | 輕·功              | Go With The Float                            | Susanna                                                       |
| 2023 | Kho Báu Định Mệnh                      | 新四十二章         | Treasure of Destiny                          | Laura                                                         |
| 2023 | Cánh Cửa Bí Mật                        | 隱門               | Secret Door                                  | Bành Tố Phi (Sophie)                                          |
| 2023 | Chó Cưng Của Tôi                       | 寵愛Pet Pet        | My Pet My Angel                              | Bà Tứ                                                         |
| 2023 | Romeo Và Chúc Anh Đài                  | 羅密歐與祝英台     | Romeo And His Butterfly Lover                | Bạch Liên Tâm (Mẹ đỡ đầu)                                     |
| 2024 | Xứng Danh Tài Nữ 4                     | 巾幗梟雄之懸崖     | No Return                                    | Châu Chỉ Ninh                                                 |
| 2025 | Liên Minh Moi Tiền                     | 富貴千團           | OPM / Other People's Money                   | Tào Lưu Thục Phương                                           |
| 2025 | Tin Nhắn Bí Ẩn                         | 奪命提示           | Anonymous Signal                             | Triệu Thường Nga                                              |
| 2025 | Lực Lượng Chấp Pháp                    | 執法者們           | Prism Breaker                                | Cô Hà                                                         |

### Điện ảnh
| Năm  | Tên phim                    | Tên phim                    | Tên phim            | Tên nhân vật |
| Năm  | Tiếng Việt                  | Tiếng Trung                 | Tiếng Anh           | Tên nhân vật |
| ---- | --------------------------- | --------------------------- | ------------------- | ------------ |
| 1999 | Liệt Hỏa Truyền Thuyết      | 烈火戰車2極速傳說- 维基百科 | The Legend Of Speed | Mẹ của Sky   |
| 2003 | Người Khuyết Tật            | 低一点的天空                | Happy Go Lucky      | Cô Hạnh      |
| 2018 | Bát Cá Nữ Nhân Nhất Di Hý   | 八個女人一台戲              | First Night Nerves  | Bà Quách     |
| 2019 | Thập Phương                 | 朝花夕拾芳華絕代 拾芳       | Dearest Anita       |              |
| 2021 | Tổng Thị Hữu Ái Tại Cách Ly | 總是有愛在隔離              | All U Need Is Love  |              |

## Thành tích
Lưu ý: Những danh sách này chưa được hoàn thành đầy đủ.
| Năm  | Lễ trao giải                | Tên phim                        | Vai diễn                        | Hạng mục                                                         | Kết quả        |
| ---- | --------------------------- | ------------------------------- | ------------------------------- | ---------------------------------------------------------------- | -------------- |
| 2007 | Giải thưởng thường niên TVB | Nỗi Lòng Của Cha                | Lý Đới Thể                      | Giải thưởng thường niên TVB cho Nữ diễn viên phụ xuất sắc nhất   | Top 5 - Đề cử  |
| 2009 | Giải thưởng thường niên TVB | Cung Tâm Kế                     | Trịnh Thái hậu                  | Giải thưởng thường niên TVB cho Nữ diễn viên phụ xuất sắc nhất   | Top 15 - Đề cử |
| 2012 | Giải thưởng thường niên TVB | Danh Gia Vọng Tộc               | Cố Tâm Lan                      | Giải thưởng thường niên TVB cho Nữ diễn viên chính xuất sắc nhất | Đề cử          |
| 2012 | Giải thưởng thường niên TVB | Hồi Đáo Tam Quốc                | Thái Phu nhân                   | Giải thưởng thường niên TVB cho Nữ diễn viên phụ xuất sắc nhất   | Đề cử          |
| 2013 | Giải thưởng thường niên TVB | Giải thưởng Diễn viên Kiệt xuất | Giải thưởng Diễn viên Kiệt xuất | Giải thưởng Diễn viên Kiệt xuất                                  | Đoạt giải      |